# نظرية البعوض والملاريا

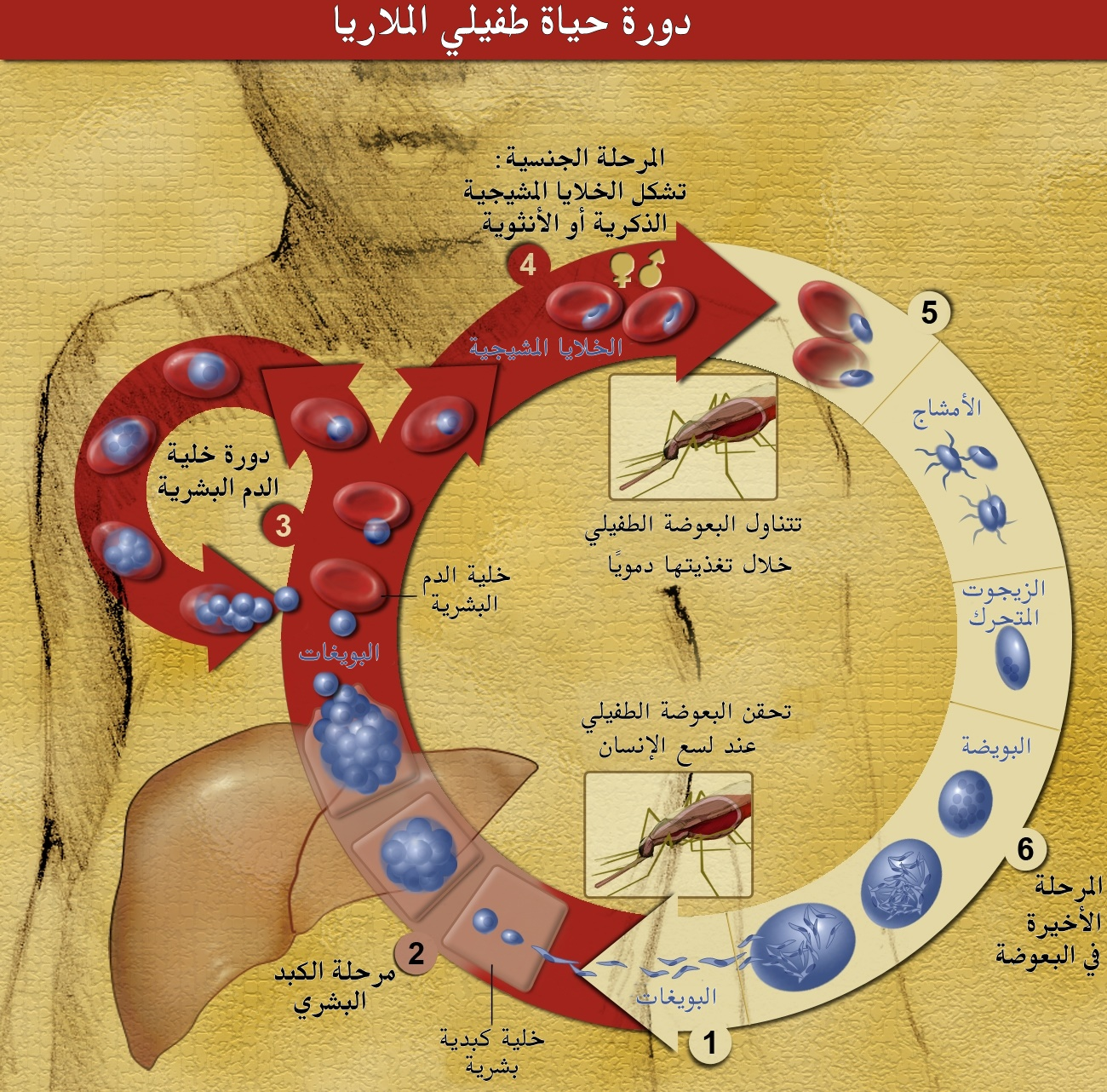
نقل طفيليات الملاريا بين البعوض والإنسان.

تعتبر نظرية البعوض والملاريا (أو في بعض الأحيان نظرية البعوض) إحدى النظريات العلمية المتقدمة في النصف الأخير من القرن 19 والتي كشفت لغز انتقال الملاريا إلى الإنسان. تستند النظرية في الأساس إلى أن الملاريا تنتقل عن طريق البعوض خلافًا للاعتقاد الطبي القديم السائد بأن الملاريا تنتقل إلى البشر عن طريق الهواء الملوث أو المستنقعات. كان تشارلز إي جونسون أول من افترض تلك الفكرة العلمية في عام 1851، حيث جادل بأن المستنقعات ليس لها علاقة مباشرة بالإصابة بالملاريا. وعلى الرغم من نسيان فرضية جونسون سُلطت الأضواء مرة أخرى بعد افتراض نظرية جرثومية الأمراض في أواخر القرن 19. عندما اكتشف تشارلز لويس ألفونس لافران أن الملاريا تنجم عن الإصابة ببعض الطفيليات الأولية في عام 1880، أخذت نظرية المستنقع في التنحي جانبًا.
كان اكتشاف باتريك مانسون في عام 1877 أحد الاكتشافات الهامة والتي أفادت بقدرة البعوض على نقل طفيلات الفيلاريا للإنسان. لذا افترض ألبرت فريمان أفريكانوس كينج من خلال هذه الفرضية الغريبة أن البعوض كان مصدر الملاريا. بدأ مانسون في في أوائل 1890 في صياغة تلك الفرضية كاملةً بنفسه، وهي ما سميت في نهاية المطاف بنظرية البعوض والملاريا. تنتقل الملاريا من إنسان إلى آخر عن طريق البعوض وفقًا لما ذكره مانسون. تم إثبات تلك النظرية عمليًا من قبل صديق مانسون المقرب رونالد روس في أواخر الثمانينات. اكتشف روس أن الملاريا تنتقل عن طريق لدغات أنواع محددة من البعوض للبشر. فاز روس بجائزة نوبل في الفسيولوجيا أوالطب في عام 1902. قام مانسون بتوفير بعض الأدلة التجريبية من خلال إصابة بعض المتطوعين الأصحاء بالملاريا عن طريق البعوض الحامل للطفيليات. ومن ثَم أصبحت تلك النظرية أساس علم البحث في الملاريا وإستراتيجية مكافحة الملاريا.

## المفاهيم الأولية
كانت الملاريا سائدة في الإمبراطورية الرومانية، وربط العاماء الرومان بين هذا المرض والمستنقعات حيث كان المرض منتشرًا هناك على نحو خاص. كان الرومان أول من أطلق اسم «الملاريا» والذي كان يعني في الرومانية («الهواء الفاسد») كما كان يعتقد الرومان أن هذا المرض يتسبب عن طريق هواء المستنقعات الملوث، كما كان راسخًا عند الإغريق. كان هناك توافق في الآراء الطبية على انتشار الملاريا بسبب هواء المستنقعات الملوث. أثار الطبيب الأمريكي جون كروفورد أول جدل حول طبيعة الملاريا وهواء المستنقعات الملوث.ثم كتب جورجاس مقالةً بعنوان «البعوض واًصل الملاريا» في جريدة بالتيمور عام 1807، ولكنها لم تأتِ بأي نتائج. قدمت الطبيبة الأمريكية تشارلز إيرل جونسون بعض البراهين المنهجية والواضحة ضد نظرية الملاريا وهواء المستنقعات الملوث عام 1851 قبل أن يفعل المجتمع الطبي بكارولينا الشمالية. تشمل بعض النقاط الهامة التي تكلمت عنها الآتي:
1. صُنفت دلتا نهر الميسيسبي على أنها مكان آمن، رغم وجود النهر والبحيرات وبعض المستنقعات والمياه الراكدة بالقرب منها.
2. تمتع العمال من ولاية كارولينا الشمالية بأفضل صحة بين جميع الطبقات العاملة بالرغم من تعرضهم المستمر للمستنقعات وشربهم من ماء المستنقع.
3. انتشرت المستنقعات الاستوائية في بعض دول أمريكا الجنوبية مثل غيانا البريطانية والبرازيل ورغم ذلك كانت خالية من الملاريا والأوبئة.
4. كانت جزيرة جاوة في جنوب شرق آسيا، وهي منطقة كثيرة الأوبئة لكثرة نباتاتها وحقولها الزراعية، وطقسها الحار والمناخي مما يجعلها مثالية لانتشار المرض، أكثر الأجزاء في آسيا خُلوًا من الملاريا.
5. كان نهر التايمز ملوثًا بدرجة كبيرة، وبالتالي يمكن اعتباره سببًا لملاريا المستنقعات، إلا أنه كان مصدرًا جيدًا لمياه الشرب.
6. من ناحية أخرى، كانت المناطق الأكثر جفافًا مثل غينيا في إفريقيا وإسبانيا ومالطا وجبل طارق وعدة دول من أمريكا أكثر المناطق إصابةً بحمى الملاريا.

## الأسس العلمية

### نقض نظرية المستنقع والملاريا
انتفت فكرة الملاريا والمستنقعات باكتشاف طفيليات الملاريا. كان الطبيب الألماني يوهان هينريك ميكل أول من لاحظ في عام 1847 الطفيليات وحيدة الخلية في حبيبات الأصباغ السوداء في دم وطحال المرضى المتوفين بسبب الملاريا. لكنه لم يفهم الطبيعة الطفيلية وأهمية تلك الحبيبات وربطها مع الملاريا. أدرك الطبيب الشرعي الألماني رودولف فيرشو في عام 1849 أنه يمكن أن تكون تلك الحبيبات مسؤولة عن المرض. أكّد أيضًا عالم الأحياء الإيطالي إيتوري افاناسييف في عام 1879 أن تلك الحبيبات بالتأكيد هي العامل المسبب للملاريا.

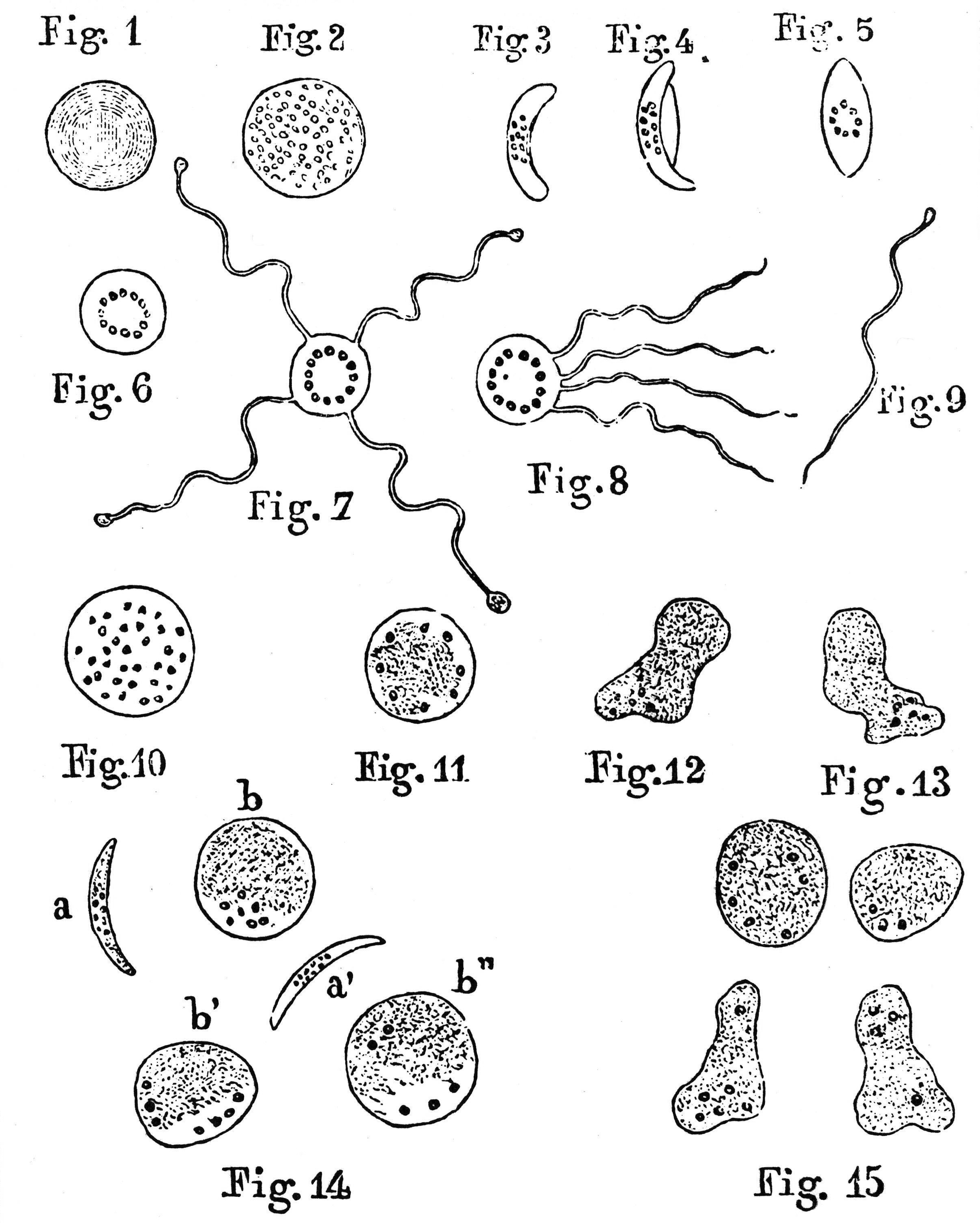
رسم لافران للطفيليات المصبوغة وعملية التسوط الخارجي لأمشاج ذكور البعوض.

اكتشف طبيب الجيش الفرنسي تشارلز لويس ألفونس ليفران في الجزائر بشمال أفريقيا أحد الاكتشافات الهامة. لاحظ ليفران في مستشفى بون (عنابة حاليًا) أجسامًا كروية في شرائح دم المرضى في هيئة منفصلة أو متصلة بخلايا الدم الحمراء. لاحظ لافران في 6 نوفمبرعام 1880 وجود الطفيليات بالفعل في دم أحد المرضى، واصفًا إياها بأنه «أجسام مصبوغة كروية الشكل ذات عناصر خيطية الشكل تتحرك بحيوية كبيرة، وتنتقل إلى خلايا الدم الحمراء المجاورة.» كما لاحظ ليفران أيضًا عملية النضوج الطفيلي (وهو ما يسمى الآن بعملية التسوط الخارجي للأمشاج الجرثومية الصغيرة). فحص لافران بدقة 200 مريض، واكتشف تلك الأجسام الخلوية في 148 حالة مصابة بالملاريا ولم يكتشفها أبدًا في أي حالة غير مصابة بالملاريا. كما وجد أيضًا أن بعد علاج المرضى باستخدام الكينين، اختفت الطفيليات من الدم. أشارت هذه النتائج بوضوح إلى أن الطفيليات هي سبب الملاريا، وأنشأ من خلال هذه النتائج نظرية جرثومية المرض للملاريا. أطلق ليفران على هذا الطفيل اسم الوبالية المترددة (والتي سميت لاحقًا باسم المتصورة الوبالية) ونشر اكتشافه في أكاديمية الطب الفرنسية في باريس في 23 نوفمبر و28 ديسمبر. وحصل على جائزة نوبل في الفسيولوجيا أو الطب لاكتشافه هذا في عام 1907.

### اكتشاف البعوض كناقلات للمرض
تم قبول نظرية جرثومية المرض الخاصة بلافران من قبل المجتمع الطبي في أوائل الثمانينات. ومع ذلك لم تزل بعض المشاكل المحورية قائمة، مثل كيفية انتقال طفيليات الملاريا ومالذي ينقلها. برزت الفكرة العلمية عندما اكتشف الطبيب بالجيش البريطاني باتريك مانسون لأول مرة أن الطفيليات قد تنتقل عن طريق البعوض. وجد مانسون عندما كان يعمل في أموي، وهي بلدة ساحلية في الصين في عام 1877 أن البعوضة المنهكة (وهي ما تعرف الآن باسم البعوضة خماسية الخطوط) لعبت دور الناقل في نقل ديديان الفيلاريا الاسطوانية والتي سماها بفيلاريا الدم البشري (وهي ما تعرف الآن الفخرية البنكروفتية). نُشرت النتائج في مجلة ا لتقارير الطبية الصينية عام 1878 ثم نشرها سبنسر كوبلد في مركز لينيان للدراسات الطبية بلندن. كان هذا هو أول دليل مباشر على أن البعوض بإمكانه نقل الطفيليات المجهرية إلى البشر، مما يشير كذلك إلى أن الأمر نفسه يمكن أن يحدث بالنسبة الملاريا.

## نظرية كينج
اقترح الطبيب الأمريكي ألبرت فريمان أفريكانوس كينج استنادا إلى تقرير مانسون أن الملاريا قد تنتقل عن طريق البعوض. كشف كينج عن فكرته في عام 1881 إلى زملائه رايلي وهوارد، الذان لم يشاركاه نفس الرأي. طوّر كينج نظريته الخاصة وعرضها قبل الجمعية الفلسفية بواشنطن ‏ في 10 فبراير عام 1882 تحت عنوان «الوقاية من الملاريا وتوضيح وظيفة البعوض في انتقال الملاريا». اقترح كينج تغطية مدينة واشنطن بأكملها بشبكة عملاقة للوقاية من هجمات البعوض والوقاية من خطر الإصابة بالملاريا. سخر العلماء الآخرون من فكرته، إذ كانوا لا يزالون يعتقدون حتى هذا الوقت أن الملاريا تنتشر عن طريق استنشاق أو ابتلاع الهواء (وهو ما ليس ببعيد عن نظرية المستنقع). لم يستسلم كينج وبدلا من ذلك نشر حجته بشكل أكثر تفصيلًا في مقالة نُشرت في في 15 صفحة في صحيفة العلوم الشهرية المشهورة أفي سبتمبر عام 1883  وكتب في المقدمة قائلًا:
لخص كينج رأيه العلمي بعناية في 19 نقطة. أيمكن تلخيص نقاشه الجدلي المطول في الآتي: دائمًا ما تتزامن الإصابة بالملاريا مع الظروف المثالية للبعوض، مثل وقت النهار والمنطقة الجغرافية ودرجة الحرارة والمناخ. ولكن كان الخلل في اقتراحه انه كان يعتقد أن الملاريا تنتقل عن طريق البعوض من خلال البيض.

## نظرية مانسون
عاد مانسون في عام 1889 إلى إنجلترا ليصبح طبيبًا مؤهلًا وعمل في مستشفى سيمان الخدمي وكمحاضر في علم كاب دايركت في مستشفى سانت جورج ‏ في لندن عام 1882. انصب هتمامه كله تقريبًا على الملاريا وبدأ يدرك آثار اكتشافه الخاص بالفيلاريا ويحاول تطبيقه على انتقال الملاريا. كما أيد بقوة نظرية جرثومة الملاريا الخاصة بلافران والتي لم يؤيدها المجتمع الطبي بكمله تمامًا. واقترح الآتي:
1. تنتقل الملاريا إلى البشرعن طريق الطفيليات الأولية
2. تنتقل الأوليات عن طريق البعوض وبالخطأ،
3. يُصاب البشر بالعدوى من المياه الملوثة التي يموت البعوض المصاب فيها.

لم يستطع مانسون للأسف من التحقق من نظريته لعدم وجوده في مكان موبوء بالملاريا مثل الهند، حيث كان بإمكانه إثبات نظريته. ولحسن حظه التقى بجراح الجيش البريطاني رونالد روس، الذي كان في عطلة أثناء فترة خدمته في هيئة الجيش الطبية بالهند. وفي نوفمبر عام 1894، وكشف مانسون لروس ويديه على كتفي روس قائلا: «هل تعرف، لقد شكلت نظرية باحتمالية حمل البعوض للملاريا كما تحمل الفيلاريا.»

## الإثبات

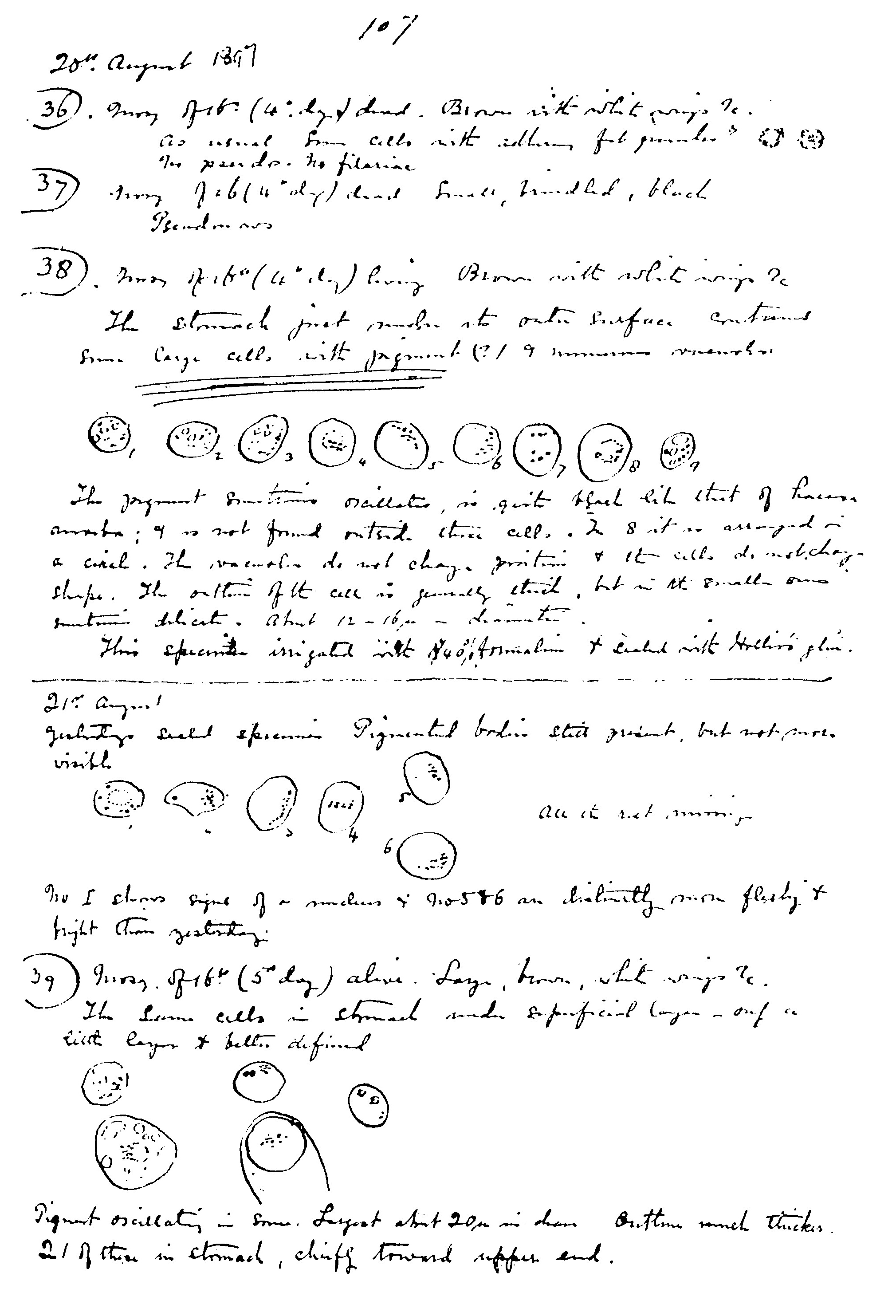
الصفحة في روس' مفكرة حيث سجلت "المصطبغة الهيئات" في البعوض أنه تبين لاحقا أن طفيليات الملاريا

ابتكر باتريك مانسون عام 1894 إجراء عبقري للكشف عن طفيليات الملاريا في مختلف مراحل النمو في عينات الدم. وهذا ما سيكون في وقت لاحق أداةً تجريبية لإثبات نظريته. أثبت مانسون وشرح لرونالد روس التقنيات التي اقتنع روس من خلالها نظرية لافران لجرثومية انتقال المرض. عاد روس إلى الهند في مارس عام 1895 ليبدأ تحقيقه الخاص بالملاريا تحت تدريب وإشراف مانسون. ولكن المهمة لم تكن سهلة بالنسبة لروس الفزِع. لم يكتشف روس أول طفيليات لأوليات الملاريا في المرضى إلا بعد شهرين من العمل الشاق. أُصيب روس بخيبة أمل أثناء بحثه ولكنه تلقى التشجيع من قبل مانسون واصفًا دراسته الكأس بأنها «الكأس المقدسة» لبحوث الملاريا، وأن روس بمثابة «جالاهاد». لكن روس لم يحرز أي تقدم ملموس بعد عام ونصف من الدراسة. توصل روس إلى اكتشاف عظيم في 20 أغسطس عام 1897 بأن البعوض باستطاعته حمل طفيليات الملاريا. قام روس بإطعام دم المريض المصاب بالملاريا (حسين خان) إلى مجموعات مختلفة من البعوض لأربعة أيام، ووجد أن نوع واحد فقط (وهو ما أسماه «بالنوع البني» أو «البعوض أرقط الجناحين»، والتي اكتشف لاحقًا أنها العوضة الأنوفلية والتي تم تكن معروفة في هذا الوقت) حمل أوليات الملاريا في معدته. كان هذا هو أول دليل على نظرية مانسون نظرية بأن البعوض بوسعه حمل طفيليات الملاريا، وأطلق روس في وقت لاحق 20 أغسطس «يوم الملاريا» (المعروف الآن باليوم العالمي للبعوض).

جاء ثاني الأدلة التجريبية في منتصف عام 1898 عندما أثبت روس انتقال جرثومة المتصورة المهجورة المسبب للملاريا بين طيور القبرات والبعوض، الذي وصفه ب «البعوض الرمادي» (المعروف الآن بالبعوضة خماسية الخطوط). أثبت روس أن البعوض بإمكانه حمل الطفيليات من الطيور المصابة ونقله إلى الطيور السليمة. كما اكتشف لاحقًا أن البعوض يحمل الطفيليات الأولية في جدار المعدة ثم يخزنها في الغدد اللعابية. كان هذا دليل قاطع على أن طفيليات الملاريا في الواقع تنتقل عن طريق البعوض. وخلص روس في تقريره إلى أن:
في 9 تموز / يوليه 1898 روس كتب مانسون:
سرعان ما عزّزعلماء الأحياء الإيطاليين جيوفاني باتيستا غراسي و أميكو بينيامي وجوسيبي باستيانيللي الأدلة العلمية التي توصل إليها روس، إذ كشفوا أن طفيليات الملاريا تنتقل عن طريق اللدغ الفعلي لإناث البعوض للبشر (وهو ما دحض إحدى فرضيات مانسون). كما ذكروا حدوث بعض حالات الإصابة بملاريا المتصورة المنجلية عن طريق لدغات بعوضة الأنوفيليس الدبوسية في عام 1899 ومع ذلك لم تكتسب هذه النظرية العلمية أي اهتمام تطبيقي (أي وجوب السيطرة على البعوض كإستراتيجية فعالة للوقاية من خطر الإصابة بالملاريا) من قبل المجتمع الطبي. ومن ثم في عام 1900 وضح باتريك مانسون أن لدغة البعوضة الأنوفلية المصابة دائمًا ما أسفرت عن الإصابة بالملاريا. حصل مانسو بعناية البعوض المصاب الذي رباه كلًا من بينيامي وباستيانيللي في روما. أعطى المتطوع الخاص بمانسون في كلية لندن للطب الاستوائي باتريك ثوربرن وصفا تفصيليًا لحمى الملاريا ورحلة العلاج بعد اللدغ من قبل البعوض. لخّص مانسون تجاربه الطبية في أن الحل العملي لمكافحة عدوى الملاريا تتمثل في الآتي:
1. تجنب السكن في المنازل التي ينتشر البعوض في محيطها السكني،
2. تدمير مواطن البعوض الطبيعية،
3. والحماية من لدغات البعوض.[8]

## مزيد من القراءة
- Packard، Randall M. (2010). The Making of a Tropical Disease: A Short History of Malaria. Maryland, US: The Johns Hopkins University Press. ISBN:978-1-42-140175-1. مؤرشف من الأصل في 2023-01-13.
- Cook، G.C. (2007). Tropical Medicine: an Illustrated History of The Pioneers. Oxford, UK: Elsevier. ISBN:978-0-08-055939-1. مؤرشف من الأصل في 2023-01-13.
- Sherman، Irwin (2008). Reflections on a Century of Malaria Biochemistry. London: Academic Press. ISBN:978-0-0809-2183-9. مؤرشف من الأصل في 2023-01-13.
- Nye، Edwin R.؛ Gibson, Mary E. (1997). Ronald Ross : Malariologist and Polymath : a Biography. New York: St. Martin's Press, Inc. ISBN:0-312-16296-0.
- Ross، Ronald (1923). Memoirs, with a Full Account of the Great Malaria Problem and Its Solution. London: John Murray. مؤرشف من الأصل في 2023-01-06.
- Haynes، Douglas M. (2001). Imperial Medicine: Patrick Manson and the Conquest of Tropical Disease. Philadelphia: University of Pennsylvania Press. ISBN:978-0-81-223598-2.
- Lehrer، Steven (2006). Explorers of the Body : Dramatic Breakthroughs in Medicine from Ancient Times to Modern Science (ط. 2nd). New York: iUniverse. ص. 248. ISBN:978-0-595-40731-6. مؤرشف من الأصل في 2022-10-22.

## وصلات خارجية
- الملاريا: الماضي والحاضر
- تاريخ الملاريا، مرض قديم
- تاريخ الملاريا: الاكتشافات العلمية
- تاريخ الملاريا على الطوابع
- تاريخ الملاريا في جامعة كاليفورنيا